# Pygarctia abdominalis
Pygarctia abdominalis là một loài bướm đêm thuộc phân họ Arctiinae, họ Erebidae.